# Gustavo Souto
Gustavo Souto Sampedro (Vigo, Pontevedra, 29 de abril de 1983) es un futbolista español que milita actualmente en el Rápido de Bouzas. Juega como delantero y se formó en las categorías inferiores del CD Areosa.

## Trayectoria
Gustavo Souto inicio su carrera deportiva en las categorías inferiores del CD Areosa, para pasar luego por las categorías inferiores del RC Celta de Vigo y del Rápido de Bouzas equipo con el que participó en la Liga de División de Honor en la categoría nacional. En la temporada 2003/2004 debutó con el CD Choco en categoría preferente marcando un total de 26 goles en 32 partidos disputados. Tras su gran campaña en la temporada 2004/2005 debutó en 3ª división con el Porriño Industrial con el que materializó 16 goles en 29 partidos. 
La siguiente temporada (2005/2006) la disputó en el Alondras CF con el que se convirtió en el 2º máximo goleador del grupo (19 goles en 33 partidos) y disputó la Fase de ascenso para ascender a 2ª División "B". En la temporada 2006/2007 fichó por el UP Langreo que también estaba en 3ª división con el que consiguió 8 goles en 14 partidos, en el mercado invernal se marchó a la UD Villa de Santa Brigida con el que marcó 9 goles en 15 partidos y ascendió a 2ª división "B" marcando un gol en la eliminatoria final contra la Gimnástica Segoviana, estos registros le valieron para renovar el contrato con la UD Villa de Santa Brigida y debutar en 2ª División "B" en la campaña 2007/2008, en dicha temporada marcó 16 goles en 32 partidos siendo el 2º máximo goleador del grupo y galardonado con el premio al mejor delantero de la categoría otorgado por los periódicos Canarias 7 y Canarias Provincia.
La temporada 2008/2009 la disputa entre el Racing Club de Ferrol (con el que marcó 4 goles en 12 partidos) y el Atlético Ciudad (con el que marcó 6 goles en 13 partidos). En la temporada 2009/2010 recala en el CD Guadalajara con el que tras un espectacular inicio (5 goles en las 4 primeras jornadas) en un lance fortuito del partido disputado entre el CD Toledo y el CD Guadalajara se lesiona de gravedad al fracturarse la clavícula izquierda, lesión que le mantuvo apartado de los terrenos de juego durante 5 meses, tras su larga recuperación reapareció a final de temporada para ayudar al equipo a jugar la promoción de ascenso a 2ª División A en la que cayeron eliminados contra el Ontinyent CF con un balance de 4 goles en 9 partidos terminando la temporada con la cifra de 9 goles en 13 partidos. 
En la temporada 2010/2011 la disputa nuevamente entre dos equipos: La SD Eibar con la que materializó 2 goles en 12 partidos y con la UD Logroñés con la que marcó un único tanto en 11 partidos. 
La temporada 2011/2012 la disputó en el CD Teruel en el que marcó 9 goles en 26 partidos y siendo uno de los máximos goleadores del equipo.
En junio de 2012 tras acabar contrato con el CD Teruel se embarca en un nuevo proyecto de carácter internacional que le lleva a jugar al prestigioso FC Kairat de la Super Liga de Kazajistán con el disputó la 2ª mitad de la liga y en la que marcó 2 goles en 9 partidos, su entrenador en el FC Kairat fue José Pérez Serer exfutbolista de equipos como FC Barcelona, Valencia CF o RCD Mallorca habiendo trabajado también para el FC Barcelona como director de la escuela deportiva infantil en Corea del Sur.
Tras acabar contrato con el FC Kairat firmó en enero del 2013 en el Auckland City Football Club de la ASB Premiership neozelandesa, aunque dejaría la franquicia a mediados de año para incorporarse al CD Ourense. En junio de 2014 firma por dos temporadas con el Alondras CF de la Tercera División gallega.

### Clubes
| Club                        | País          | Año             |
| --------------------------- | ------------- | --------------- |
| Club Deportivo Choco        | España        | 2003 - 2004     |
| Porriño Industrial          | España        | 2004 - 2005     |
| Alondras Club de Fútbol     | España        | 2005 - 2006     |
| Unión Popular de Langreo    | España        | 2006 - 2007     |
| UD Villa Santa Brigida      | España        | 2007 - 2008     |
| Racing Club de Ferrol       | España        | 2008            |
| CF Atlético Ciudad          | España        | 2009            |
| Club Deportivo Guadalajara  | España        | 2009 - 2010     |
| Sociedad Deportiva Eibar    | España        | 2010 - 2011     |
| Unión Deportiva Logroñés    | España        | 2011            |
| Club Deportivo Teruel       | España        | 2012            |
| FC Kairat                   | Kazajistán    | 2012            |
| Auckland City Football Club | Nueva Zelanda | 2013            |
| Club Deportivo Ourense      | España        | 2013 - 2014     |
| Alondras CF                 | España        | 2014 - presente |